# Mehrschichtboden

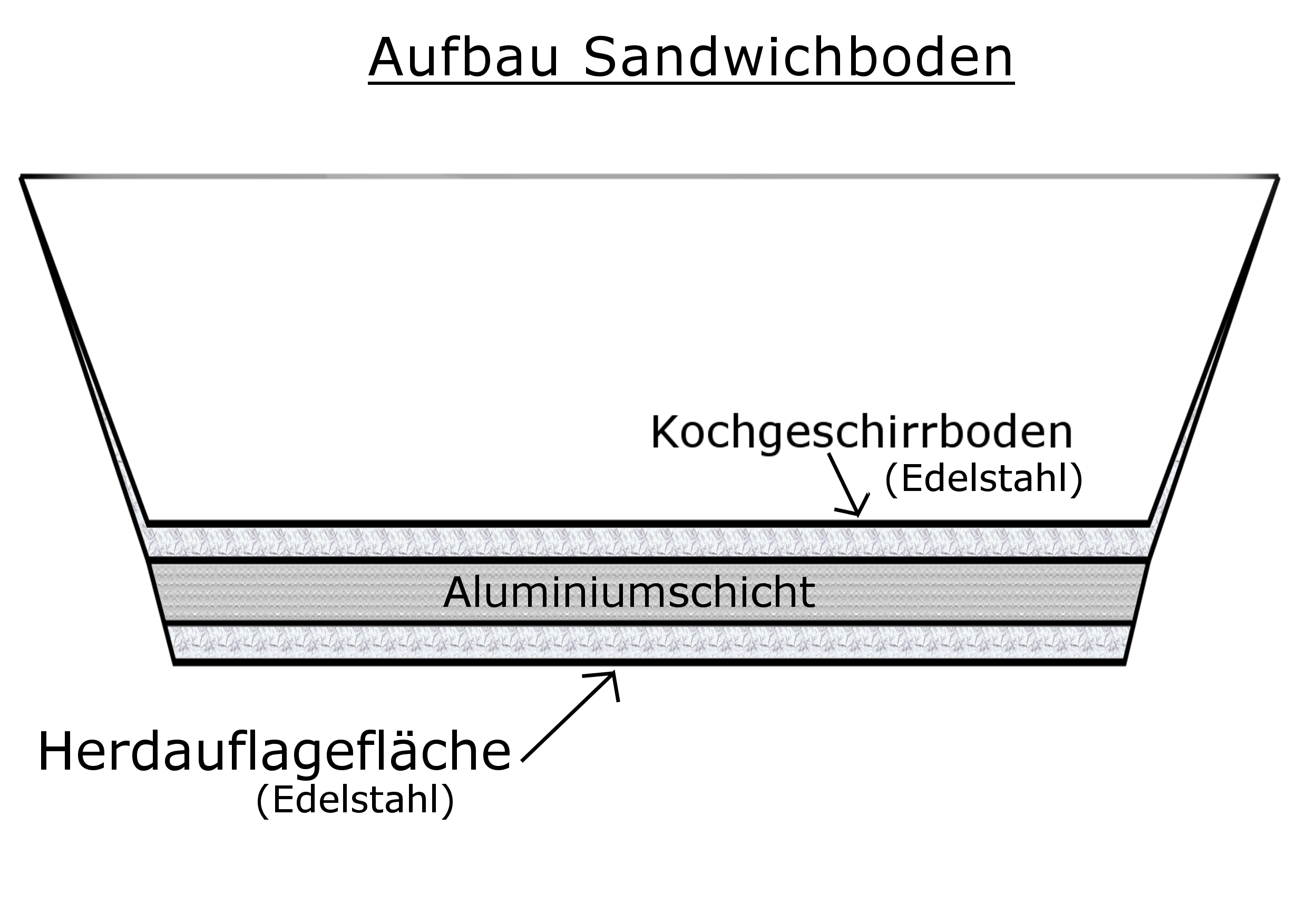
Schematischer Aufbau eines Sandwich-Thermobodens.

Ein Mehrschichtboden oder Sandwichboden ist ein Topfboden, der aus mehreren verschiedenen Schichten besteht. Da beispielsweise rostfreier Edelstahl schlechter Wärme leitet als Aluminium, besteht der Mehrschichtboden meistens aus einer dünnen Schicht Edelstahl, einer dickeren Schicht Aluminium und wiederum einer dünnen Schicht Edelstahl. Wenn die Seiten eines Sandwichbodens nicht offen, sondern auch mit weiterem Edelstahl ummantelt sind, so wird er als Kapselboden bezeichnet.
Da rostfreier Stahl unmagnetisch ist, sind Sandwichböden mehr induktionsgeeignet, wenn sie mit einer Blecheinlage aus unlegiertem Stahl versehen sind, da das Induktionsfeld dann nicht am Topf gebündelt wird.